# Honda Civic
Honda Civic (transkr. Honda sivik) (jap. ホンダ・シビック) je linija kompaktnih automobila japanskog proizvođača Honda.

## Pozadina i istraživanje
Više od četiri godine vredno se radilo na razvoju nove Honde sivik, a rezultat je da su gotovo sve komponente nove ili redizajnirane u odnosu na prethodnike. Fokus je bio na olakšavanju vožnje i rukovanja, poboljšanju kvaliteta unutrašnjih materijala, novom dizajnu i aerodinamici i motorima sa poboljšanim performansama i smanjenom emisijom CO2. Evropski i japanski dizajneri i inženjeri blisko su sarađivali tokom procesa razvoja novog sivika. Testiranje je obavljeno prvo u Japanu, a zatim u više navrata u Evropi, kako bi se osiguralo zadovoljenje potreba najzahtevnijih kupaca automobila C segmenta. Rezultat je novi sivik – ekološki efikasan i ekonomičan automobil.

## Performanse
Osnovni cilj u razvoju motora i menjača novog sivika bio je održavanje visokih performansi, dok je poboljšanje sveukupne efikasnosti motora rezultiralo niskim troškovima. Novi sivik u ponudi je sa tri opcije motora: 1.4 i-VTEC sa 100 KS, 1.8 i-VTEC sa 142 KS i novi 1.6 i-DTEC sa 120 KS. Svi motori kombinovani su sa šestostepenim ručnim menjačem, imaju ECO Assist sistem, naprednu tehnologiju kontrole goriva, opremljeni su Hill Start asistencijom, raspolažu Idle stop opcijom i imaju indikator stepena prenosa, koji informiše vozača kada je najbolje vreme za promenu stepena prenosa, u cilju maksimiziranja efikasnosti potrošnje goriva. Motor 1.8 može se kombinovati sa specijalno dizajniranim petostepenim automatskim menjačem.

## Funkcionalnost i dizajn
Kako je sivik već imao prtljažnik nenadmašnog kapaciteta među svojim konkurentima, fokus je bio na održavanju vodeće pozicije po unutrašnjem prostoru, uz poboljšanje sveukupnog pakovanja i prostorne efikasnosti, a u pokušaju smanjenja ukupnih dimenzija. Težnja je bila da se napravi automobil koji će iznenaditi prostranošću i drugim praktičnim karakteristikama, sa unapređenom vidljivošću – proširenim vidnim poljem, kako bi se poboljšalo sveukupno iskustvo vozača. Novi sivik očuvao je sve karakteristike koje njegovi vozači cene – jedinstven stil i oblik, vozačko iskustvo, futuristički izgled i praktičnost, moderan, prostran i korisniku prilagođen kokpit, prilagodljiva “magična sedišta”. Unapređen je dizajn zadnjeg dela automobila i preglednost pozadi, korišćeni su kvalitetniji materijali, smanjen je zvuk vešanja i povećan komfor u vožnji.

## Vrste motora
| Motor i vrsta goriva                  | Snaga motora     |
| ------------------------------------- | ---------------- |
| 1.4 i-VTEC Manuelni menjač (Benzin)   | 100ks/6000 o/min |
| 1.8 i-VTEC Manuelni menjač (Benzin)   | 142ks/6500 o/min |
| 1.8 i-VTEC Automatski menjač (Benzin) | 142ks/6500 o/min |
| 1.6 i-DTEC Manuelni menjač (Dizel)    | 120ks/4000 o/min |

## Istorija

### Prva generacija (1972—1979)
Honde sivik, pojavila se pre 40 godina sa CVCC agregat od 1.2 litra bez katalizatora koji predstavlja prekretnicu u Hondinoj filozofiji kada je u pitanju briga o očuvanju životne sredine. Širom sveta ovaj sivik je izazvao pravu senzaciju svojim dizajnom, tehnologijom i niskom potrošnjom. Za tri godine prvi sivik dobio je priznanje “Najbolji automobil godine u Japanu”, u Evropi je osvojio treće mesto za najbolji automobil godine što je najbolji rezultat za jedan japanski automobil do tada, a 1974. godine u Americi je osvojio prvu nagradu za najbolje vozilo iz uvoza. 

### Druga generacija (1979–1983)
Sa ovom generacijom uvodi se CVCC agregat druge generacije od 1.5 litara sa manuelnom transmisijom od 5 brzina i sistemom FE (fuel economy) što je ovaj model svrstalo u vrh liste vozila sa malom potrošnjom i emisijom štetnih gasova. Ovaj model proglašen je za automobil godine 1980. u Americi. 

### Treća generacija (1983–1987)
Treću generaciju obeležile su tri potpuno različite vrste karoserije: kompaktni model sa troja vrata, model Shuttle i sportski model CRX. “Car- Shuttle” verzija imala je pogon na sva četiri točka, a 1984. uvedeni su DOHC motori, tehnologija koja se do tada koristila samo u Formuli1. 1984. godine ovaj model dobio je “Design-Award”, proglašen je za Automobil godine u Japanu i osvaja drugu godinu za redom prvo mesto kao automobil sa najmanjom potrošnjom i emisijom u Americi.

### Četvrta generacija (1988–1991)
Sa četvrtom generacijom uvode se agregat od 1.6 litara sa16 ventila DOHC VTEC i novo nezavisno vešanje, što je bila revolucionarna tehnologija za to vreme. 1990. godine uvodi se 6-stepena manuelna i 5-stepena automatska transmisija, a model sa VTEC motorom dobija nagradu Auto bilda - “Zlatni volan”.

### Peta generacija (1991–1995)
Nove tehnologije primenjene u petoj generaciji dale su odličan odnos performansi i potrošnje. Korišćeni su izuzetno laki materijali. Prvi put u istoriji sivika uvodi se SOHC VTEC agregat, reciklirane komponente i novi bezbednosni sistemi. 1993. godine u gami sivik modela pojavio se atraktivni kupe, a dve godine kasnije u fabrici u Svindonu počela je proizvodnja modela sa pet vrata.

### Šesta generacija (1996–2000)
Sa modelima šeste generacije počinje primena novog VTEC agregata. Svi motori su dobili više snage bez uticaja na potrošnju, a model sa 1.6 litarskim motorom dobija i opciju sa CVT transmisijom. 1997. godine u Japanu je predstavljen prvi sivik Type-R, model sa 1.6 litarskim agregatom snage 185 KS. Ovaj model je 1995. i 1996. godine proglašen za automobil godine u Japanu.

### Sedma generacija (2001–2005)
Sa sedmom generacijom sivik ulazi u segment kompaktnih vozila. Tehnologija koja se uvodi prvi put je Hondin G-COM sistem (Collision safety technology) zahvaljujući kome je ovaj model proglašen za najbezbedniji automobil u klasi. 2001. i 2002. godine proglašen je za Automobil godine u Japanu. 

### Osma generacija (2006–2011)
Osma generacija poboljšana je u svim sferama, počevši od voznih performansi, potrošnje goriva i zaštite životne sredine do najpraktičnijih rešenja kabinskog prostora. Ali, ono zbog čega je ovaj model izazvao revoluciju u auto industriji je njegov smeo futuristički dizajna. 2006. godine predstavljen je i prvi sivik sa 2.2 dizel agregatom sa najmanjom emisijom CO2 u klasi. 2006. godine ovaj model proglašen je za Automobil godine u Evropi i dobio je prestižnu Red Dot nagradu za dizajn. 

### Deveta generacija (2011–2014)
Najnoviju, devetu geveraciju koja je predstavljena 2012. godine, karakterišu najveći prtljažni prostor i najveća prostranost kabine u klasi, a najsavremenije tehnologije doprinele su da sivik poslednje generacije ima i najmanju emisiju štetnih gasova, potrošnju goriva i najveću aerodinamičnost u klasi. Posle 40 godina i svih generacija koje su postavile visoke standarde u svom segmentu, Hondini inženjeri odlučili su da u razvoj ovog modela ulože najviše test kilometara, najviše sati istraživanja i ugrade čak 45 inovacija, zbog čega, sa razlogom tvrde, da je ovaj sivik najbolji do sad!
Novi model Honde sivik u sedan verziji, unapređen i potpuno repozicioniran u odnosu na prethodnu generaciju ovog modela, biće u prodaji u Hondinim salonima od 11. juna 2012. godine.

## Spoljašnje veze
- O modelu
- Specifikacije
- Generacije Honde sivik